# Органічний світлодіод
Органі́чний світлодіо́д (англ. organic light-emitting diode (OLED)) — світлодіод, у якому електролюмінесценція відбувається в тонкому пласті органічного напівпровідника, розташованому між двома електродами. Органічні речовини можуть бути малими молекулами, як-от Alq3, або полімерами.
У дисплеях на органічних світлодіодах створюється матриця пікселів, які можуть світитися різними кольорами. Такі системи можуть використовуватись у телевізійних екранах, комп'ютерних моніторах, малих портативних системах (таких, як мобільні телефони, кишенькові комп'ютери), рекламній та інформаційній індустрії. OLED також можна використовувати в джерелах світла. OLED випромінюють менше світла на одиницю площі, ніж тверді неорганічні світлодіоди, які призначені для використання як точкового джерела світла.
Суттєвою перевагою OLED-дисплеїв, порівняно з традиційними рідкокристалічними дисплеями (LCD), є те, що органічні світлодіоди не вимагають фонового підсвічування. Таким чином, вони можуть відображати глибокі чорні кольори, використавши набагато менше енергії, і можуть бути набагато тоншими і легшими, ніж РК-панелі. OLED дисплеї природно досягають набагато вищого коефіцієнту контрастності, ніж РК-монітори.

## Принцип роботи
Випромінювання світла в органічному світлодіоді відбувається в тонкому люмінесцентному шарі органічного напівпровідника, в який із двох електродів інжектуються електрони й дірки. В межах люмінесцентного шару електрони й дірки рекомбінують, утворюючи екситони, частина з яких гине, випромінюючи фотон. Для інжекції електронів використовуються метали з малою роботою виходу (Ca, Mg, Al). Для інжекції дірок — напівпрозорий електрод із InSnO. Люмінесцентний шар може складатися або з малих органічних молекул, наприклад, Alq3, або зі спряжених полімерів, наприклад, поліфенілінвініліну (PPV).
Для покращення характеристик діода, використовують також додаткові провідні шари, для електронів і дірок.
Схематичне зображення будови й роботи органічного світлодіода.
1. Електрод із малою роботою виходу, який інжектує електрони.
2. Шар органічного напівпровідника, з високою провідністю для електронів.
3. Рекомбінація електрона й дірки, з утворенням екситона й випромінювання кванта світла.
4. Шар органічного напівпровідника, з високою провідністю для дірок.
5. Прозорий електрод, звідки інжектуються дірки.

## Застосування
Органічні світлодіоди забезпечують високу яскравість, покривають увесь видимий спектр і є дуже дешевими у виробництві. Вони відкривають перспективу створення телевізорів і моніторів товщиною у декілька міліметрів. Яскравість органічних світлодіодів уже перевищила яскравість ламп розжарювання, що робить їх перспективними для використання як освітлювальних приладів.
Недолік органічних світлодіодів — порівняно невеликий час експлуатації, який, проте, можна збільшувати за рахунок надійної інкапсуляції.
На вересень 2007 органічні світлодіоди використовувались в невеликих дисплеях мобільних телефонів, радіоприймачів тощо. Такі пристрої випускались фірмами Pioneer Corporation, Motorola, Sony Ericsson і Samsung Electronics. Фірма Sony оголосила, що з 2007 року розпочинає випуск 11-дюймових телевізійних екранів на органічних світлодіодах. Планувалось випускати 1000 телевізорів на рік, — для тестування.

## Переваги та недоліки

### У порівнянні зплазмовими дисплеями
- менші габарити і вага
- більш низьке енергоспоживання при тій же яскравості
- можливість створення гнучких екранів

### У порівнянні зрідкокристалічними дисплеями
- менші габарити і вага
- відсутність необхідності в підсвічуванні
- великі кути огляду — зображення видно без втрати якості з будь-якого кута
- миттєвий відгук (на кілька порядків вище, ніж у LCD) — власне повна відсутність інерційності
- висока контрастність
- можливість створення гнучких екранів
- великий діапазон робочих температур (від-40 до +70 °C[1])

### Яскравість
OLED-дисплеї забезпечують яскравість випромінювання від декількох кд/м2 (для нічної роботи) до дуже високої яскравості — понад 100 000 кд/м2, причому їх яскравість може регулюватися в дуже широкому динамічному діапазоні. Оскільки термін служби дисплея зворотно пропорційний його яскравості, для приладів рекомендується робота при більш помірних рівнях яскравості до 1000 кд/м2.

### Контрастність
OLED-дисплеї мають куди кращу контрастність, ніж LED-дисплеї. Це, тому що, у OLED немає ніякого підсвічування; пікселі випускають світло безпосередньо.

### Кути огляду
Технологія OLED дозволяє дивитися на дисплей під будь-яким кутом без втрати якості зображення. Втім, сучасні РК-дисплеї (за винятком заснованих на TN+Film матрицях) також зберігають прийнятну якість зображення при великих кутах огляду.

### Енергоспоживання
Мале енергоспоживання обумовлено тим, що рідкокристалічна комірка в робочому режимі потребує вкрай малої величини струму. З іншого боку, енергоспоживання допоміжних засобів (драйвери, підсвічування) визначається завданнями для яких призначений той чи інший дисплей. Споживання OLED прямо пропорційне яскравості та площі світіння.

### Недоліки
- малий термін служби люмінофорів деяких кольорів (близько 2-3 років)
- як наслідок першого, неможливість створення довговічних повноцінних Truecolor дисплеїв
- дорожнеча технології по створенню великих матриць

Головна проблема OLED — час безперервної роботи має бути не менше 15 тис. годин. Одна проблема, яка останнім часом перешкоджає широкому поширенню цієї технології в моніторах та телевізорах, полягає в тому, що «червоний» OLED і «зелений» OLED можуть безперервно працювати на десятки тисяч годин довше, ніж «синій» OLED. Це візуально спотворює
зображення, причому час якісного показу неприйнятно для комерційно життєздатного пристрою.
Сьогодні[коли?] «синій» OLED таки дістався позначки в 17,5 тис. годин (приблизно 2 роки) безперервної роботи.
Одне з рішень цієї проблеми — застосовування OLED білого кольору з відповідними фільтрами кольорів (червоного, зеленого та синього). Станом на 2013 рік його застосувала LG у своїх моделях OLED телевізорів з додаванням також четвертого пікселя чисто білого кольору для (як стверджує цей розробник) більшої яскравості зображення та більш реалістичного білого кольору.
Дисплеям телефонів, фотокамер, планшетів та інших малих пристроїв цих показників цілком достатньо через швидке моральне старіння апаратури. Середня тривалість безперервної роботи цих пристроїв становить близько 5 тисяч годин, тому OLED в них успішно застосовується вже сьогодні[коли?].
Можна вважати це тимчасовими труднощами становлення нової технології, оскільки розробляються нові довговічні люмінофори. Також зростають потужності з виробництва матриць.
Потреба у перевагах, демонстрованих органічними дисплеями з кожним роком зростає.[джерело?]